# Cynoglossus cynoglossus
Cynoglossus cynoglossus és un peix teleosti de la família dels cinoglòssids i de l'ordre dels pleuronectiformes que viu des de les Filipines fins al Pakistan passant per Myanmar, Bangladesh, Malàisia i l'Índia.